# Magny-Lormes
Magny-Lormes ist eine französische Gemeinde mit 68 Einwohnern (Stand: 1. Januar 2022) im Département Nièvre in der Region Bourgogne-Franche-Comté. Sie gehört zum Arrondissement Clamecy und zum Kanton Corbigny. 

## Geographie
Magny-Lormes liegt etwa 52 Kilometer südsüdöstlich von Auxerre im Morvan. Umgeben wird Magny-Lormes von den Nachbargemeinden von Anthien im Norden und Westen, Pouques-Lormes im Norden und Nordosten, Lormes im Osten, Cervon im Süden sowie Corbigny im Südwesten.

## Bevölkerungsentwicklung
| Jahr                       | 1962 | 1968 | 1975 | 1982 | 1990 | 1999 | 2006 | 2011 | 2016 |
| Einwohner                  | 100  | 92   | 54   | 62   | 86   | 102  | 102  | 69   | 74   |
| Quellen: Cassini und INSEE |      |      |      |      |      |      |      |      |      |

## Sehenswürdigkeiten
- Kirche Sainte-Trinité aus dem 15. Jahrhundert
- kleines Schloss Bailly mit Turm aus dem 15. Jahrhundert

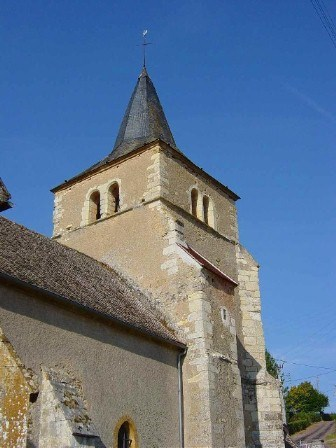
Kirche Sainte-Trinité